# Norman Thavaud
Norman Thavaud (Arras, 14 april 1987) is een bekende Franse youtuber. Verschillende van zijn video's zijn meer dan 10 miljoen keer bekeken.

## Biografie

### Jeugd
Norman Thavaud is geboren op 14 april 1987 in Arras, in het departement Pas-De-Calais. Hij is opgevoed door zijn ouders waarvan de moeder een leerkracht geschiedenis was en de vader, Jacky Thavaud, in een de culturele animatie werkte en een filmschool leidde. Norman speelde zeven jaar saxofoon in het conservatorium. Toen hij klein was, begon hij al video's te draaien met de camera van zijn vader. Norman leeft op dit moment in Montreuil. Nadat hij zijn middelbareschooldiploma in 2005 krijgt, verhuist hij naar Parijs om daar naar de filmschool te gaan. Hij had verschillende banen voordat hij videomontagespecialist werd.

### Zijn begin op internet
Norman Thavaud ontmoet Hugo Dessioux (alias Hugo Tout Seul, ook een bekende youtuber) op zijn middelbare school en maakt hij 'Le Velcrou' in 2008. Dit is een groep die regelmatig grappige video's postte op Dailymotion. Vier maanden later komt Marc Jarousseau (alias Kemar, ook een bekende youtuber) in deze groep bij.
Dankzij Le Velcrou ontmoet hij Cyprien Iov (alias Cyprien, bekende youtuber), een andere video-blogger, die dan ook in enkele video's tevoorschijn komt. In december van ditzelfde jaar maakt Cyprien 'Super Mega Noël', een humoristische korte film rond het thema Kerstmis. Hij verzoekt andere videografen om in zijn film mee te spelen, waaronder Norman en Hugo zelf.
Tegelijkertijd studeert Norman verder en behaalt hij zijn licentie in 2009. In datzelfde jaar beginnen zijn video's met Le Velcrou geld op te brengen en wordt hij aangenomen met Hugo door Digital Games om te spelen in een mini-webserie: 'Nouvelle série Geek'. Maar niet lang daarna kent Le Velcrou niet veel succes meer en splitsen Hugo, Marc en Norman in 2010 om hun video's solo te maken.

### Video's worden populair
Op het einde 2010 maakt Norman een nieuwe soort video's: video's van ongeveer 4 minuten waar hij over dagelijkse dingen spreekt. Zijn eerste solovideo was 'Le club de ping pong'. Twee maanden later post hij een video die heel lang populair blijft, 'les Bilingues'. Deze video is al lang voorbijgestoken met andere populaire video's zoals 'J'ai Google' en 'Luigi Clash Mario'. Hij draait zijn video's in zijn appartement waar hij leeft met zijn twee katten en een kamergenoot.
In mei 2015 bereikt zijn YouTube-kanaal meer dan 6 miljoen volgers, terwijl zijn video's alles bij elkaar toen al meer dan 700 miljoen weergaven bevatten. Zijn Facebook-pagina heeft meer dan 4 miljoen fans en zijn Twitter-account meer dan 3 miljoen volgers.